# Capocollo di Calabria
Capocollo di Calabria (DOP) è un preparato a base di carne italiano a Denominazione di origine protetta. Si tratta di un salume tipico, ricavato dai muscoli cervicali del maiale. La DOP è riservata ai prodotti aventi i requisiti fissati nell'apposito disciplinare.